# پایگاه هوایی پیترسون
 پایگاه هوایی پیترسون (به انگلیسی: Peterson Field) یک فرودگاه همگانی بهره‌برداری هوایی است که یک باند فرود چمن دارد و طول باند آن ۹۹۲ متر است. این فرودگاه در کشور ایالات متحده آمریکا قرار دارد و در ارتفاع ۱۶۰ متری از سطح دریا واقع شده است.